# Городское поселение город Перевоз
Городское поселение город Перевоз — упразднённое городское поселение в составе Перевозского района Нижегородской области России. Административный центр — город Перевоз.

## История
Городское поселение город Перевоз образовано законом Нижегородской области от 15 июня 2004 года № 60-З «О наделении муниципальных образований - городов, рабочих посёлков и сельсоветов Нижегородской области статусом городского, сельского поселения», установлены статус и границы муниципального образования.
Законом Нижегородской области от 31 мая 2017 года № 64-З, 13 июня 2017 года были преобразованы, путём их объединения, все муниципальные образования Перевозского муниципального района — городское поселение город Перевоз, Дзержинский, Дубской, Ичалковский, Палецкий, Танайковский, Тилининский и Центральный сельсоветы — в городской округ Перевозский.

## Население
| 2002  | 2008  | 2009  | 2010  | 2011  | 2012  | 2013  |
| ----- | ----- | ----- | ----- | ----- | ----- | ----- |
| 9386  | ↘8938 | ↘8826 | ↗9201 | ↗9389 | ↘9221 | ↘9118 |
| 2014  | 2015  | 2016  | 2017  |       |       |       |
| ↗9152 | ↘9111 | ↗9245 | ↘9127 |       |       |       |

## Состав городского поселения
| № | Населённый пункт | Тип населённого пункта        | Население |
| - | ---------------- | ----------------------------- | --------- |
| 1 | Перевоз          | город, административный центр | ↗8999     |
| 2 | Чергать          | деревня                       | ↘199      |